# T pomoćne 17 ćelije
T pomoćne 17 ćelije su nedavno otkrivena podgrupa T pomoćnih ćelija koje proizvode interleukin 17 (IL-17). One se smatraju razvojno različitim od  i  ćelija. Za prekomerne količine ovih ćelija se misli da imaju presudnu ulogu u autoimunskim oboljenjima kao što je multipla skleroza (za koja se ranije mislilo da su izazvana ), a takođe i psorijaza, autoimunski uveitis, juvenilni dijabetes, reumatoidni artritis.
Za ove ćelije se misli da učestvuju u inflamaciji i oštećenju tkiva u tim oboljenjima.  ćelije mogu da prouzrokuju ozbiljna autoimunska oboljenja, međutim one isto tako imaju veoma važnu funkciju u antimikrobnoj imunosti na epitelnim / mukoznim barijerama. One proizvode citokine (kao što je interleukin 22) koji stimulišu epitelne ćelije da proizvode antimikrobne proteine da be se odstranile određene vrste mikroba (kao što je kandida i stafilokoke). Iz tog razloga, ozbiljan nedostatak  ćelija može da dovesti do podložnosti na oportunističke infekcije.

## Diferencijacija
Ostaje nejasno koja kombinacija citokina doprinosi  formaciji. Transformišući faktor rasta beta (TGF-β), interleukin 6 (IL-6), interleukin 21 (IL-21) i interleukin 23 (IL-23) su bili implicirani kod miševa i ljudi. Postoje nesuglasice po pitanju uloge TGF-β kod ljudi, i smatra se da interleukin 1β možda takođe učestvuje u procesu. Drugi proteini sa ulogom u njihovoj diferencijaciji su signal transducer i aktivator transkripcije 3 (STAT3) i RAR-srodni orfan receptori alfa i gama. Efektor citokini asocirani sa ovim ćelijskim tipom su IL-17, IL-21 i IL-22.
Aktivacija prekurzor T pomoćnih ćelija u prisustvu TGF-β i IL-6 se misli da dovodi do diferencijacije  ćelija kod miševa. Izuzev citokinskog okruženja, nije dovoljno jasno da li se neki drugi elementi inicijalne aktivacije  ćelija razlikuju od drugih T pomoćnih ćelija. Bilo je predloženo da IL-23 učestvuje u ekspanziji uspostavljenih  populacija, mada ovaj citokin pojedinačno ne indukuje diferencijaciju naivnih T-ćelijskih prekurzora u ovaj ćelijski tip. Za IL-21 citokin koji je proizveden od stane  ćelija, je bilo pokazano da inicira alternativni put aktivacije  populacija. Kod ljudi, kombinacija TGF-β,  i IL-23 indukuje  diferencijaciju iz naivnih T ćelija. Interferon-gama (IFNγ) i  su glavni stimulatori  i  diferencijacije. Za njih je bilo pokazano da negativno regulišu  diferencijaciju.

## Funkcije
Tokom inicijalne karakterizacije,  ćelije su bile implicirane u autoimuna oboljenja. Prirodnija uloga  ćelija je bila predložena u studijama koje su demonstrirale preferencijalnu indukciju IL-17 u slučajevima infekcija sa različitim bakterijskim i gljivičnim vrstama.  ćelija primarno proizvode dva glavna člana IL-17 familije, IL-17A i IL-17F, koji učestvuju u regrutovanju, aktivaciji i migracije neutrofila. Te ćelije takođe izlučuju IL-21 i IL-22. Nedavno je za polarizovane  ćelije bilo pokazano da posreduju regresiju tumora kod miševa. Da li je visoko inflamatorna priroda Th17 ćelija dovoljna da izazove ili doprinese karcinogenezi, je otvoreno pitanje.

## Literatura
1. ↑  Harrington LE; Hatton RD; Mangan PR;  . (2005). „Interleukin 17-producing CD4+ effector T cells develop via a lineage distinct from the T helper type 1 and 2 lineages”. Nature Immunology. 6 (11): 1123—32. PMID 16200070. doi:10.1038/ni1254.
2. ↑  Stockinger B, Veldhoen M (2007). „Differentiation and function of Th17 T cells”. Current Opinion in Immunology. 19 (3): 281—6. PMID 17433650. doi:10.1016/j.coi.2007.04.005.
3. ↑  Steinman L (2007). „A brief history of T(H)17, the first major revision in the T(H)1/T(H)2 hypothesis of T cell-mediated tissue damage”. Nat. Med. 13 (2): 139—45. PMID 17290272. doi:10.1038/nm1551.
4. 1 2  Dong C (2008). „TH17 cells in development: an updated view of their molecular identity and genetic programming”. Nature Reviews Immunology. 8 (5): 337—48. PMID 18408735. doi:10.1038/nri2295.
5. 1 2  Manel N, Unutmaz D, Littman DR (2008). „The differentiation of human T(H)-17 cells requires transforming growth factor-beta and induction of the nuclear receptor RORgammat”. Nature Immunology. 9 (6): 641—9. PMC 2597394 . PMID 18454151. doi:10.1038/ni.1610.
6. ↑  Ouyang W, Kolls JK, Zheng Y (2008). „The biological functions of T helper 17 cell effector cytokines in inflammation”. Immunity. 28 (4): 454—67. PMID 18400188. doi:10.1016/j.immuni.2008.03.004.
7. ↑  Bettelli E; Carrier Y; Gao W;  . (2006). „Reciprocal developmental pathways for the generation of pathogenic effector TH17 and regulatory T cells”. Nature. 441 (7090): 235—8. PMID 16648838. doi:10.1038/nature04753.
8. ↑  Korn T; Bettelli E; Gao W;  . (2007). „IL-21 initiates an alternative pathway to induce proinflammatory T(H)17 cells”. Nature. 448 (7152): 484—7. PMID 17581588. doi:10.1038/nature05970.
9. ↑  Muranski P; Boni A; Antony PA;  . (2008). „Tumor-specific Th17-polarized cells eradicate large established melanoma”. Blood. 112 (2): 362—73. PMC 2442746 . PMID 18354038. doi:10.1182/blood-2007-11-120998.
10. ↑  Martin-Orozco N; Muranski P; Chung Y;  . (2009). „T helper 17 cells promote cytotoxic T cell activation in tumor immunity”. Immunity. 31 (5): 787—98. PMC 2787786 . PMID 19879162. doi:10.1016/j.immuni.2009.09.014.
11. ↑  Wu S; Rhee KJ; Albesiano E;  . (2009). „A human colonic commensal promotes colon tumorigenesis via activation of T helper type 17 T cell responses”. Nature Medicine. 15 (9): 1016—22. PMID 19701202. doi:10.1038/nm.2015.

## Dodatna literatura
- Egwuagu (2007). „TH17 cells contribute to uveitis and scleritis and are inhibited by IL-27/STAT1 in the retina (3) Western Blot Analysis”. Nature Protocols. doi:10.1038/nprot.2007.382.
- Egwuagu (2007). „TH17 cells contribute to uveitis and scleritis and are inhibited by IL-27/STAT1 in the retina (4) Confocal microscopy”. Nature Protocols. doi:10.1038/nprot.2007.383.
- Egwuagu (2007). „TH17 cells contribute to uveitis and scleritis and are inhibited by IL-27/STAT1 in the retina (5) Chromatin immunoprecipitation”. Nature Protocols. doi:10.1038/nprot.2007.384.